# 新街河
新街河，古称横潭水，位于中国广东省广州市花都区南部和白云区北部，是白坭河左岸支流。新街河主要支流有天马河、铁山河、铜鼓坑等，发源于花山镇东北端的羊石顶，蜿蜒向西南流经狮洞水库、狮民村、东方村、洛场村、龙口村等地，至花都湿地公园右纳铁山河后干流始称“新街河”。干流继续西南流经花都区城区南郊，过新雅街道三向村后进入白云区江高镇，于罗溪村（旧属神山镇）以西汇入白坭河。干流全长44千米，流域面积435平方千米。河道平均比降2.06‰。